# Bătălia de la Rocquencourt
Bătălia de la Rocquencourt a fost o bătălie minoră a Campaniei de la Waterloo, purtată la 1 iulie 1815 în apropiere de Versailles, Franța, mai exact în jurul localităților Rocquencourt și Le Chesnay. În această confruntare, trupele franceze aflate sub comanda generalului Exelmans au atacat forțele prusace din regiune, distrugând sau capturând o brigadă de husari. Lupta a început ca urmare a ordinelor date de ministrul francez de război, mareșalul Davout.